# Ograzhden Cove
Die Ograzhden Cove (englisch; bulgarisch залив Огражден saliw Ograschden) ist eine 680 m breite und 550 m lange Bucht an der Nordwestküste der Ray Promontory an der Byers-Halbinsel der Livingston-Insel im Archipel der Südlichen Shetlandinseln. Als nordöstlicher Seitenarm der Svishtov Cove liegt sie zwischen dem Essex Point im Norden und dem Kardzhali Point im Süden.
Britische Wissenschaftler kartierten sie 1968, spanische 1992 und bulgarische 2005 sowie 2009. Die bulgarische Kommission für Antarktische Geographische Namen benannte sie 2006 nach dem Berg Ograschden im Südwesten Bulgariens.